# 376574 Michalkusiak
376574 Michalkusiak è un asteroide della fascia principale. Scoperto nel 2007, presenta un'orbita caratterizzata da un semiasse maggiore pari a 2,4529427 UA e da un'eccentricità di 0,2223720, inclinata di 8,63402° rispetto all'eclittica.
L'asteroide è dedicato all'astronomo polacco Michał Kusiak .